# Cerecinos de Campos
Cerecinos de Campos ist ein nordwestspanischer Ort und eine Gemeinde (municipio) mit 234 Einwohnern (Stand: 2024) im Osten der Provinz Zamora in der Autonomen Gemeinschaft Kastilien-León.

## Lage und Klima
Cerecinos de Campos liegt in der kastilisch-leonesischen Hochebene in einer Höhe von etwa 705 m. Die Provinzhauptstadt Zamora befindet sich ca. 48 Kilometer südsüdwestlich. Durch die Gemeinde führt die Autovía A-6. Das Klima im Winter ist durchaus kalt, im Sommer dagegen warm bis heiß; die spärlichen Regenfälle fallen verteilt übers ganze Jahr.

## Bevölkerungsentwicklung
| Jahr      | 1970 | 1981 | 1991 | 2001 | 2011 | 2021 |
| Einwohner | 940  | 614  | 478  | 421  | 353  | 247  |

Der deutliche Bevölkerungsrückgang in der zweiten Hälfte des 20. Jahrhunderts ist im Wesentlichen auf die Mechanisierung der Landwirtschaft, die Aufgabe bäuerlicher Kleinbetriebe („Höfesterben“) und den damit einhergehenden Verlust von Arbeitsplätzen zurückzuführen.

## Sehenswürdigkeiten
- Marthakirche (Iglesia de Santa Marta)
- Johannes-der-Täufer-Kirche
- Rathaus